# Fernando del Paso
Fernando del Paso, właściwie Fernando del Paso Morante (ur. 1 kwietnia 1935 w Meksyku, zm. 14 listopada 2018) – meksykański pisarz, eseista i poeta.

## Życiorys
Urodził się w Meksyku. Mieszkał w Londynie przez 14 lat, gdzie pracował dla BBC, Radio France i jako Konsul Generalny Meksyku. debiutował zbiorem Sonetos de lo diario w 1958.
Był członkiem Colegio National de Mexico od 1996 roku. W 2015 został laureatem Nagrody Cervantesa.
Noticias del Imperio (1986) stanowi ważny wkład w rozwój nowej powieści historycznej. Powieść jest  oparta na życiu cesarza Maksymiliana i jego żony Charlotty oraz francuskiej interwencji w Meksyku i jest określona przez autora jako „historiograficzna”. Zamiast próbować odkryć prawdę o tym, co tak naprawdę się stało, autor przedstawia kilka możliwych wersji i ważnych kontrowersyjnych wydarzeń.

## Publikacje
- Palinuro de México (1977)
- José Trigo (powieść, 1966)
- Sonetos del amor y de lo diario (poezja, 1958)
- Noticias del Imperio (nowela, 1986)
- Linda 67: Historia de un crimen (nowela, 1995)
- Douceur & passion cuisine mexicaine (Paryż, 1991).